# Lav XII.
Lav XII. lat. Leo PP. XII. (dvorac della Genga; 22. kolovoza 1760. – Rim; 10. veljače 1829.), rođen kao Annibale della Genga, 252. poglavar Katoličke Crkve, papa od 28. rujna 1823. do smrti 1829.

## Raniji život
Annibale della Genga rodio se 22. kolovoza 1760. u dvorcu della Genga, biskupija Fabriano u regiji Marche, kao šesto od desetero djece grofa Flavia della Genga i grofice Marie Luese, rođene Periberti di Fabriano. S trinaest godina Annibale odlazi u sjemenište Campana u Osimu, a 1778. na teologiju Piceno u Rimu. Ubrzo nakon dolaska u Rim Annibale pohađa Papinsku akademiju za obrazovanje budućih diplomata, "Pontificia Accademia dei Nobili Ecclesiastici". Za svećenika je zaređen 14. lipnja 1783. godine. Papa Pio VI. uzima ga za osobnog tajnika, a 1784. postavljen je za veleposlanika u Švicarskoj. Predaje kao gost profesor na Papinskoj crkvenoj akademiji. Papa ga imenuje 21. veljače 1794. naslovnim nadbiskupom Tira i postavlja za nuncija u Kölnu, gdje će Annibale ostati sve do 1805. godine. U jedanaest godina provedenih u Njemačkoj obavljao je važne i osjetljive diplomatske misije po sudovima u Dresdenu, Beču, Württembergu i Monaku.  Poslije 1805. obavlja razne diplomatske misije. Stalno je u pokretu između Rima, Münchena i Regensburga, gdje ga je poslao Pio VII. kao izvanrednog nuncija, kako bi pomogao u prevladavanju teškoća između njemačke Crkve i njezinih vladara. Godine 1808. odlazi s kardinalom Giovannijem Battistom Caprarom (1733. – 1810.) u Pariz kako bi uredili neke sporazume između Svete Stolice i cara Napoleona I. Car ih je hladno primio i pregovori su propali. Nakon toga, Annibale se povlači u samostan Monticelli u želji da ostatak života provede tamo. Vrijeme je provodio podučavajući zborno pjevanje i sviranje orgulja. U samostanskoj crkvi gradi za svoju majku i sebe grobnice. Nakon pada Napoleona 1814. i povratka pape Pija VII. u Rim iz zarobljeništva, Annibale je poslan u Pariz kao izvanredni izaslanik, kako bi prenio Papine čestitke kralju Luju XVIII. U Pariz dolazi i državni tajnik kardinal Consalvi s kojim Annibale dolazi u sukob,  zbog njegove popustljivosti prema Francuzima. Consalvi neopravdano optužuje della Gengu za nekompetentnost, pa se on vraća u Rim, a potom ponovno odlazi u Monticelli, gdje će provesti sljedeće dvije godine. Na konzistoriju 8. ožujka 1816. Pio VII. imenuje ga kardinalom i postavlja ga za biskupa Senigallije, s titulom nadbiskupa. Zbog svoje bolesti kardinal della Genga ostao je u Spoletu i nikada nije kročio nogom u svoju biskupiju. Dvije godine kasnije podnio je Papi ostavku na biskupsku stolicu. Nakon što mu se zdravlje poboljšalo od 1820. obavljao je razne dužnosti pri Svetoj Stolici, od kojih su vikar grada Rima i prefekt nekoliko kongregacija.

## Izbor za papu
Dana 20. kolovoza 1823. umire papa Pio VII. Kardinali su pozvani u Rim, gdje su 2. rujna započele konklave. U konklavama su sudjelovala četrdeset devetorica od pedeset tri kardinala. Kao najizgledniji kandidati tzv. papabili bili su kardinal Antonio Gabriele Severoli (1757. – 1824.), predstavnik zelanata i kardinal Francesco Saverio Castiglioni (1761. – 1830.), predstavnik umjerene stranke (budući papa Pio VIII.). Castiglioni je bio najpoželjniji kandidat za većinu katoličkih krugova, ali, usprkos tim težnjama Severolijev utjecaj je postupno rastao i do jutra 21. rujna prikupio je dvadeset šest glasova. Tada je kardinal Giuseppe Albani (1750. – 1834.), koji je predstavljao Austriju, rekao da kardinal Severoli ne bi bio prihvatljiv za cara Franju I., pa je stavio veto na njegov izbor. To je razljutilo zelanate, čiji su glasovi na prijedlog kardinala Severolija usmjereni na kardinala della Gengu. Prije nego što su ostali shvatili što se događa, kardinal della Genga je pridobio trideset četiri glasa, te je nakon dvadeset šest dana konklava, ujutro 28. rujna, trijumfalno izabran za novog papu.  Međutim, kardinal della Genga nije želio prihvatiti svoj izbor za papu i podsjetio je kardinale na njegovu bolest. „Izabrali ste mrtvaca“, rekao im je u suzama. Budući da su kardinali inzistirali da je to njegova dužnost, prihvatio je izbor i odabrao si je ime Lav XII. 

## Pontifikat
Odmah nakon izbora Lav XII. imenuje konzervativnog kardinala Giulija Mariju della Somagliu (1744. – 1830.) državnim tajnikom. I sam konzervativnih stavova, Lav XII. postupno vraća stvari u Papinskoj Državi na stanje kakvo je bilo prije 1800. godine. Vlast postupno preuzima feudalna aristokracija i ponovno se aktivira sistem policije i doušnika. Srednji stalež se sve više udaljava od Crkve, a Židovi su ponovno vraćeni u geta. Papa se oštro obračunavao s pripadnicima tajnih revolucionarnih društava tzv. Karbonarima, pa je za vrijeme Jubileja 1825. na Piazzi del Popolo u Rimu, javno dao giljotinirati dva njihova člana, koji su širili ideje o ujedinjenju Italije. Kardinal Agostino Rivola (1758. – 1842.) poslan je u Ravenu kako bi suzbio pobunu Karbonara. Tom prilikom uhićeno je preko petsto pripadnika toga društva, od kojih su sedmorica pogubljena a preko pedeset ih je osuđeno na zatvorske kazne. Karbonari su uzvratili ubojstvom kardinalovog tajnika. Uslijedio je masovni val uhićenja i pogubljenja. Zbog tih brutalnih obračuna liberalne stranke u inozemstvu optužile su vladu Lava XII. za povratak u mračni srednji vijek. Iako je pontifikat pape Lava XII. potrajao šest godina, malo je značajnih događaja koji se mogu povezati s tim papom. Za njegovog pontifikata potpisane su povoljne nagodbe s Nizozemskom, Hannoverom i nekim državama na američkom kontinentu. Papa je na sve načine pokušavao kod engleskog kralja Đura IV. (1820. – 1830.) postići određenu slobodu i samostalnost za katolike.  Osudio je biblijska društva, a pod utjecajem isusovaca reorganizirao je sustav obrazovanja.  Ovaj je papa u osam konzistorija imenovao dvadeset pet kardinala. Mnogi su ga kudili, rijetki su ga voljeli. Lav XII. je bio pobožan čovjek, koji je živio strogim načinom života, tražeći samoću u molitvi i radu. Bio je protiv raskoši i parada i brinuo se za svetost života svećenika i javni moral.  Lav XII. je započeo s obnovom Bazilike svetog Pavla izvan Zidina, stradale u požaru 1823. godine.  Tijekom svoga pontifikata davao je prednost obnovi kršćanskog života, a ne politici. Za svog relativno kratkog pontifikata Lav XII. je napisao pet enciklika i to ovim redom: "Ubi primum" od 5. svibnja 1824., u kojoj piše o svom preuzimanju papinske službe; u enciklici  "Quod hoc ineunte" od 24. svibnja iste godine, Papa piše o proglašenju jubilarne godine; u enciklici "Ad plurimas" od 25. siječnja 1825. Lav XII. iznosi svoje žaljenje zbog teško uništene u požaru Bazilike sv. Pavla izvan Zidina, koja, kako navodi, neće biti obnovljena do otvaranja Jubileja; tu su još enciklike "Charitate Christi" od 25. prosinca 1825. i "Quanta laetitia" od 13. veljače 1827. godine. U posljednjoj, papa govori o reorganizaciji Crkve u Škotskoj.

## Papina smrt
Dana 5. veljače 1829., nakon što je u privatnu audijenciju primio kardinala Tommasa Bernettija (1779. – 1852.), koji je zamijenio kardinala Somaglija 1828. kao državni tajnik, Papi je iznenada pozlilo. Na večer 9. veljače Papa je pao u nesvijest, a ujutro 10. veljače 1829. Lav XII. je umro.  Zbog nekih krivih poteza koji su počinjeni u njegovo ime za vrijeme njegovog pontifikata, Lav XII. nije baš bio obljubljen papa, pa njegova smrt nije ni primljena s velikim žaljenjem. O tome je svjedočio i epitaf postavljen na kipu Pasquino: „Ovdje leži Genga, za njegov i naš mir“.  Sahranjen je u Bazilici sv. Petra u Rimu.

## Vanjske poveznice
- Katolička hijerarhija